# Métro de Guilin
Le Guilin Rail Transit (chinois : 桂林轨道交通 ; pinyin : Guìlín Guǐdào Jiāotōng), également connu sous le nom de Guilin Skyrail, est un système de métro monorail en cours de développement à Guilin(Guangxi, Chine). Skyrail est la marque du système de monorail développé par BYD. D'après les prévisions, d'ici 2040, il devrait y avoir 7 lignes, 117 stations, et une longueur totale de 273,2 kilomètres. La ligne 1 devrait être ouverte d'ici 2025, et fera 29,23 km avec 13 stations.
En 2020, la station de démonstration du parc des Expositions, dotée d'un train monorail statique, a été inaugurée. Une première section de 2,89 km est en construction entre la gare du parc des Expositions et le parc Shanshui, toutes les deux situées dans le district de Lingui. En janvier 2021, des tests sur cette première section ont commencé. Finalement, cette section fera partie de la ligne 1 entre l'aéroport international de Guilin Liangjiang et la gare de Guilin.

## Lignes
| Ligne | Terminaux                  | Terminaux          | Ouverture prévue | Longueur km | Gares |
| ----- | -------------------------- | ------------------ | ---------------- | ----------- | ----- |
| 1     | Aéroport de Liangjiang     | Gare de Guilin     | 2025             | 29.23       | 13    |
| 2     | Lingchuan                  | Yanshan Wanda      | Inconnue         | 45,4        | 32    |
| 3     | Gare de Guilin Ouest       | Ronghe Fengjing    | Inconnue         | 23,7        | 21    |
| 4     | Route de Qixing            | Jetée de Mopanshan | Inconnue         | 17.1        | 13    |
| 5     | Longmen                    | Yangshuo           | Inconnue         | 80,0        | dix   |
| 6     | Gare de Guilin Ouest       | Yangtang           | Inconnue         | 33,5        | 12    |
| 7     | Nouveau quartier de Lingui | Qixing             | Inconnue         | 26,7        | 13    |